# Gucci Mane
Radric Delantic Davis kendt ved kunstnernavnet Gucci Mane (født 12. februar 1980), er en amerikansk rapper fra Atlanta i Georgia i USA. Han er kendt for at være pioner i hip hop undergenren trap music. Han er i Danmark også kendt for at have lavet sangen "En Sang" med den danske rapper Emil Stabil.